# Salvador Garcia-Ruiz
Salvador Garcia-Ruiz (Santa Perpètua de Mogoda, 1976) és un economista català. Llicenciat en economia per la Universitat Pompeu Fabra (UPF) i Màster en administració d'empreses (MBA) per la Universitat de Nova York, la seva experiència inclou la consultoria a McKinsey & Company, banca d'inversió a Goldman Sachs i banca comercial a Caixa Manresa. És cofundador del Col·lectiu Emma, que treballa per difondre als mitjans de comunicació internacionals la situació política catalana.
És professor associat a la Facultat de Ciències Econòmiques i Empresarials de la UPF i conseller delegat de l'Ara. Abans de la seva incorporació al diari Ara, va ser director de Coneixement i Recerca de la Fundació Catalunya - La Pedrera. Garcia Ruiz és també coautor, amb David Boronat, de Catalunya Last Call: Propostes per tornar a fer enlairar el país (Viena Edicions).